# New Eagle
Pour les articles homonymes, voir Marianna.
New Eagle est un borough situé à l'est du comté de Washington, en Pennsylvanie, aux États-Unis,. En 2010, il comptait une population de 2 184 habitants, estimée au 1er juillet 2020 à 2 217 habitants. Le borough est incorporé le 9 septembre 1912.

## Démographie
Lors du recensement de 2010, le borough comptait une population de 2 184 habitants. Elle est estimée, en 2020, à 2 217 habitants.